# 거제포로수용소
거제포로수용소(Geoje-POW Camp)는 한국전쟁 당시 사로잡은 조선인민군과 중국인민지원군 포로들을 수용하기 위해 1951년 2월에 현재의 거제시 고현동과 수양동을 중심으로 거제도 일대에 설치되어, 1953년 7월까지 운영된 포로 수용소이다.
거제도는 육지와 가까워 포로를 수송하기 수월하면서도, 당시에는 육지와의 교통수단이 선박 밖에 없어서 포로를 격리 수용하기에 적합했기 때문에 이곳에 포로수용소가 설치되었다. 1983년 12월 20일에 경상남도 문화재자료 제99호로 지정되었다.

## 현지 안내문
한국전쟁 중 UN군에 포로가 되었던 공산군을 수용하던 장소이다.
1950년 11월부터 고현·상동·용산·양정·수월·해명·저산지구 등 360만평에 포로수용소를 설치하여, 인민군 15만, 중공군 포로 2만, 여자포로와 의용군 3천명 등 최대 17만 3천명을 수용하였다.
이 곳에서 반공포로와 친공포로간의 유혈사태가 자주 발생하였으며, 1952년 5월 7일에는 수용소 소장인 돗드 준장이 납치되는 불미스런 사건까지 있었다. 1953년 7월 27일 휴전협정 후 폐쇄되었고, 친공포로들은 판문점을 통하여 북으로 보내졌다. 현재는 수용소의 잔존건물 일부만이 곳곳에 남아 당시의 상황을 말해준다.
한국전쟁의 참상을 말해주는 민족역사교육의 장소로, 문화재로 지정하여 관리하고 있다.

## 개요

### 시설과 규모

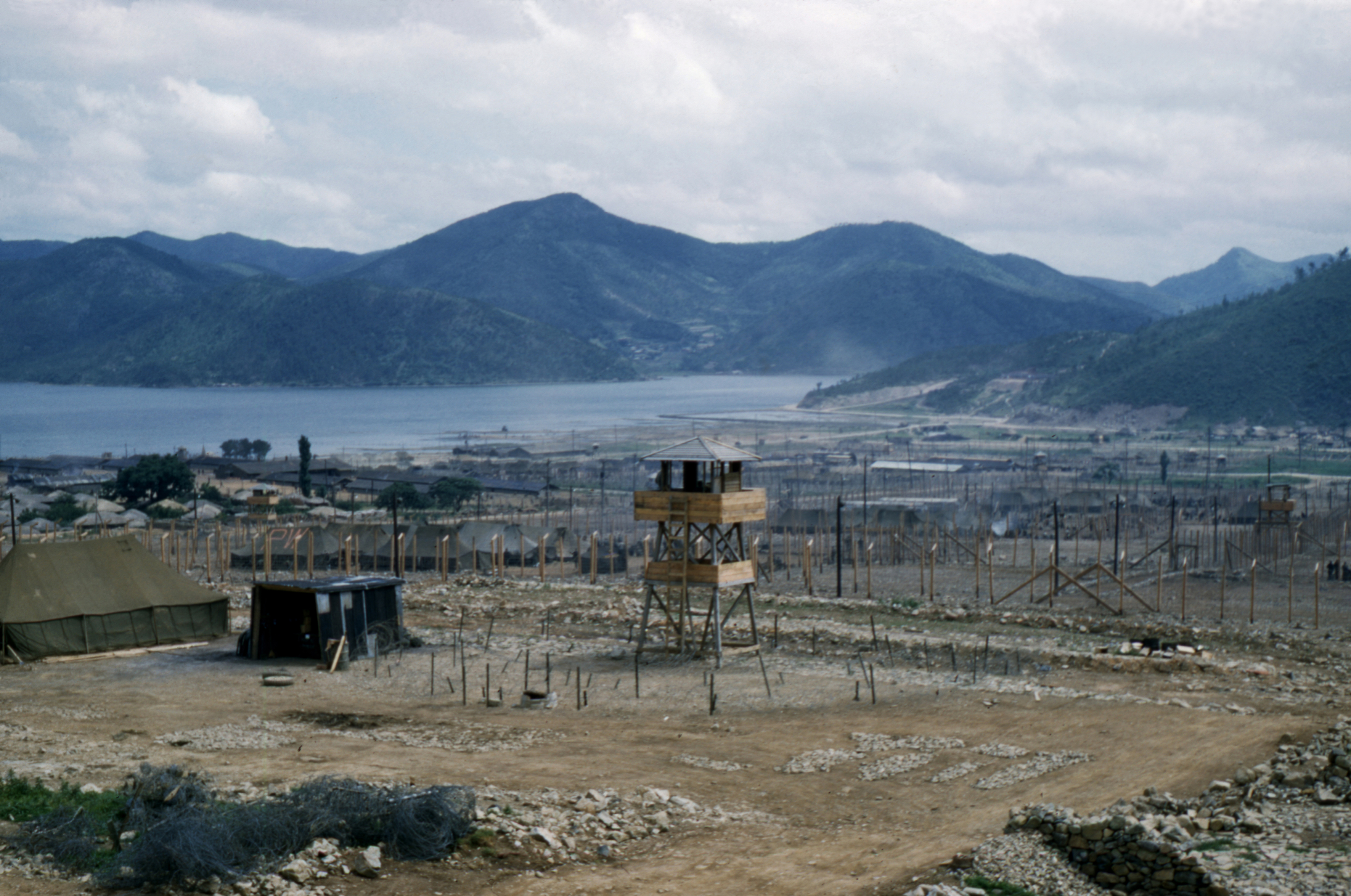
거제포로수용소 내부 (1951년)

1950년 11월 27일부터 유엔군에 의해 현재의 거제시 고현동, 수양동, 장평동, 연초면, 남부면 일대에 총면적 12 km2 규모의 수용소가 설치되었고, 1951년 2월부터 포로수용소 업무가 개시되었다.
포로수용소는 60, 70, 80, 90 단위의 숫자가 붙은 구역으로 나뉘었고, 1개의 단위구역(enclose)에는 6,000명을 수용하였다. 각 구역의 하부 구조로 수용동(compound)이 있었고, 전체 수용소는 4개의 구역과 28개의 수용동으로 구성되어 있었다. 중앙 계곡에는 제6구역, 동부 계곡에는 제 7, 8, 9구역이 설치되었다. 또한 이러한 시설과 규모를 자체 지원할 수 있는 비행장, 항구, 보급창, 발전선박, 병원, 도로, 탐조 등을 설치하여 운영하였다.

### 수용

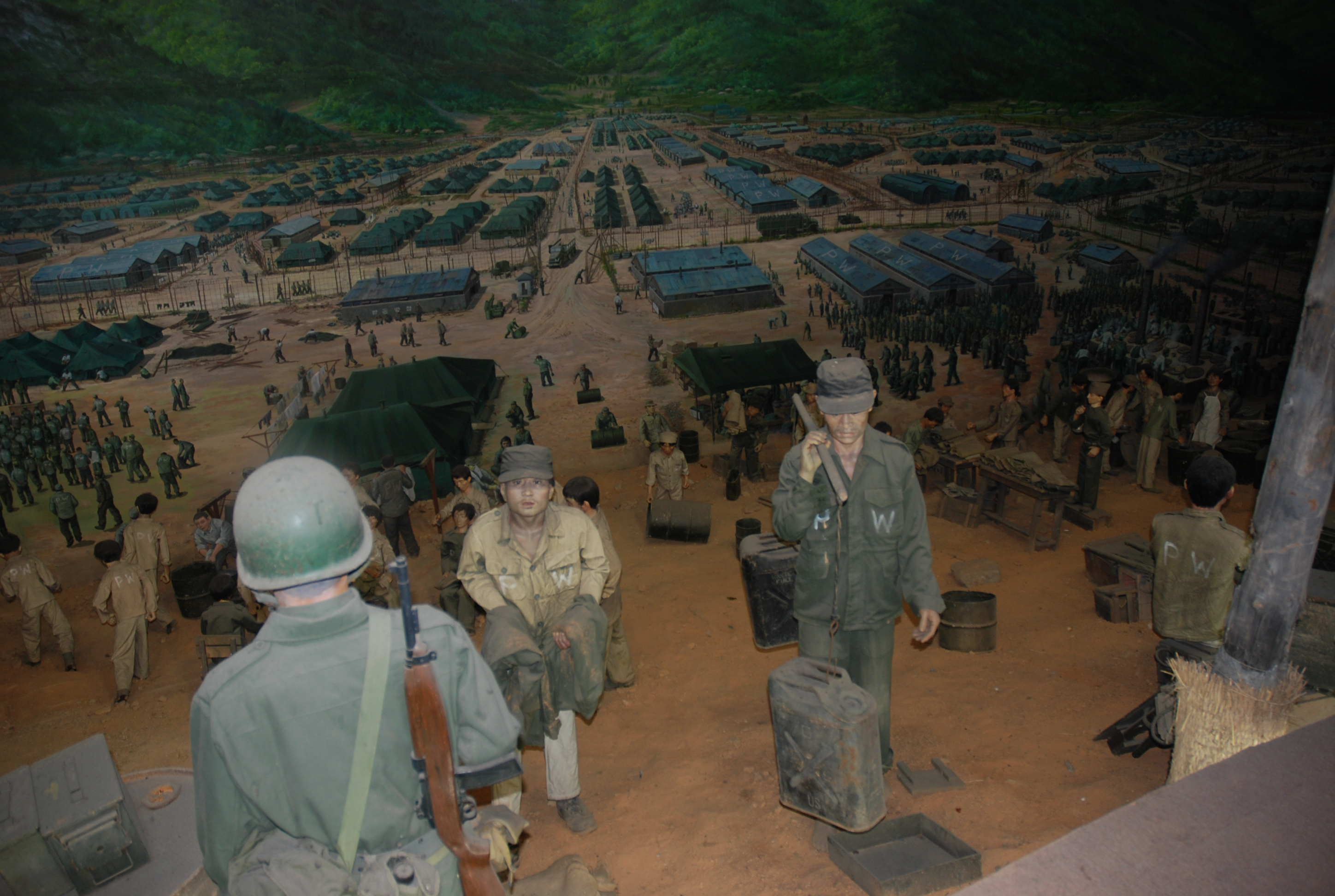
디오라마관 - 포로의 노역

1951년 6월까지 북한 인민군 포로 15만과 중공군 포로 2만명 등 최대 17만 3천명의 포로를 수용하였고, 그 중에는 여성 포로도 300명이 있었다. 그러나 강제징집 등의 이유로 송환을 거부하는 반공 포로와 송환을 원하는 친공포로 간에 유혈사태가 자주 발생하였고, 1952년 5월 7일에는 당시 수용소 소장이었던 도드 준장이 포로들에게 납치되었다가 석방되는 등 냉전시대 이념갈등의 축소판과 같은 양상을 띠고 있었다.

### 부상병 포로의 송환
한국전쟁이 발발한 지 만 1년만에 휴전회담이 시작되었고, 이 때 포로 송환 문제가 논의되었다. 북한은 포로 전원을 석방하라고 요구하였으며, 포로 송환의 방식이 서로 달라 입장차를 좁히지 못하였다. 1953년 2월에 부상당한 포로를 우선 송환 시키자는 유엔 측의 제안에 북한이 수용을 함으로써 《상병포로 교환에 관한 협정》에 북한, 중공, 유엔이 합의를 하였다. 이 협정에 따라, 4월 20일부터 5월 3일까지 전쟁 발발 이후 처음으로 쌍방 간에 포로송환이 이루어졌다. 이때 송환된 포로의 숫자는 한국군을 포함한 유엔군이 684명, 북한과 중공군을 포함한 북한 측이 6,670명이었다.

#### 포로들의 탈출과 송환
이승만 대통령은 1953년 6월 18일 ~ 19일 이곳을 제외한 여덟 곳의 포로수용소에서 35,000명 가량의 비송환포로들을 탈출시켰다. 이곳에 있던 포로들은 북으로 송환되었다.
현재는 잔존건물 일부만 남아서 이곳에 당시 포로들의 생활 상이나 모습, 의복, 무기 등을 전시해 놓고 있으며, 최근 기존의 시설을 확장하여 거제포로수용소유적공원으로 탈바꿈하여 전쟁의 역사와 산 교장으로 활용되고 있다.
거제포로수용소 유적은 1983년 12월 20일에 경상남도 문화재자료 제99호로 지정되었고, 야외 캠프와 일부 유적터만 남아 있던 포로수용소 유적지를 확장하여 1999년 유적관을 1차로 개관하였고, 2002년 11월 30일 유적공원을 준공하여 2차로 개관하였으며, 2005년 5월 27일에는 흥남철수작전 기념 조형물을 준공하여 거제포로수용소 유적공원으로 탈바꿈하였다.

## 시위

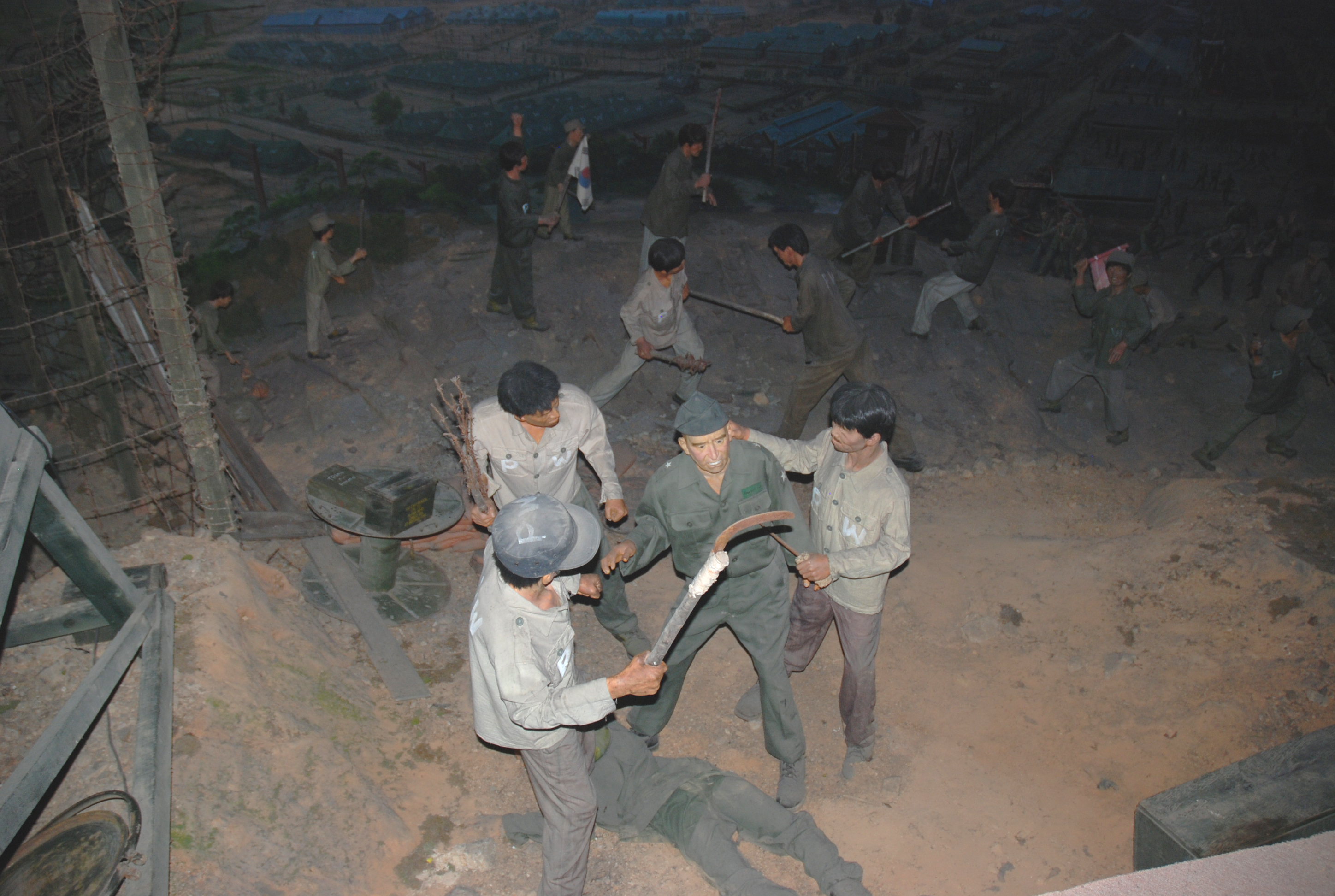
거제도 폭동 사건, 디오라마관

한국전쟁 당시 거제도에는 13만 2천명을 수용한 국제연합군측 최대 규모의 포로수용소가 있었다. 이들은 반공(反共)포로와 공산포로로 나누어 대립하였는데, 분열의 원인은 1949년 제네바 협정에 따른 포로 자동송환이 아닌 자유송환을 국제연합군측이 주장하면서부터였다.
1952년 5월 7일 제76포로수용소의 공산포로들은 수용소장인 미국 육군 프랜시스 도드 준장을 납치하고, 그 석방 조건으로 포로들에 대한 처우 개선, 자유 의사에 의한 포로 송환 방침 철회, 포로의 심사 중지, 포로의 대표위원단 인정 등을 제시하였다. 이 폭동은 낙동강 전선에서 미국 제1기병사단에 항복했던 이학구가 주도했다. 이들은 미군의 심사를 거부하고 대립하다 미군이 발포하자 70여 명이 죽고 140여 명이 부상당하였다. 미군과 반공포로, 공산포로들이 맞부딪힌 가운데 난동 포로 50여 명이 살해되었다.
공산포로들은 그들에 대한 고문·폭행·학대 등을 거부하며 평양으로부터의 지시에 따라 그해 6월 20일을 기하여 전 포로수용소에서 일제히 봉기하여 반란을 일으킬 계획을 세우고 있었다. 리지웨이의 뒤를 이어 새로 국제연합군 사령관으로 임명된 마크 클라크 대장은 이와 같은 사건을 막기 위하여 포로의 분산 수용을 결정하고 헤이든  L. 보트너 준장을 포로수용소장으로 임명하였다. 6월 7∼10일에 부산포로수용소에서 공산포로들이 경비병에 반항하다가 1명이 피살된 사건을 계기로 재차 폭동이 일어났다. 보트너 준장은 6월 10일에 도드 준장을 구출하면서 포로를 분산 수용하기 시작하였는데, 그 과정에서 105명의 반공포로들이 공산포로들에 의하여 살해된 사실이 드러났다.

## 주요 시설

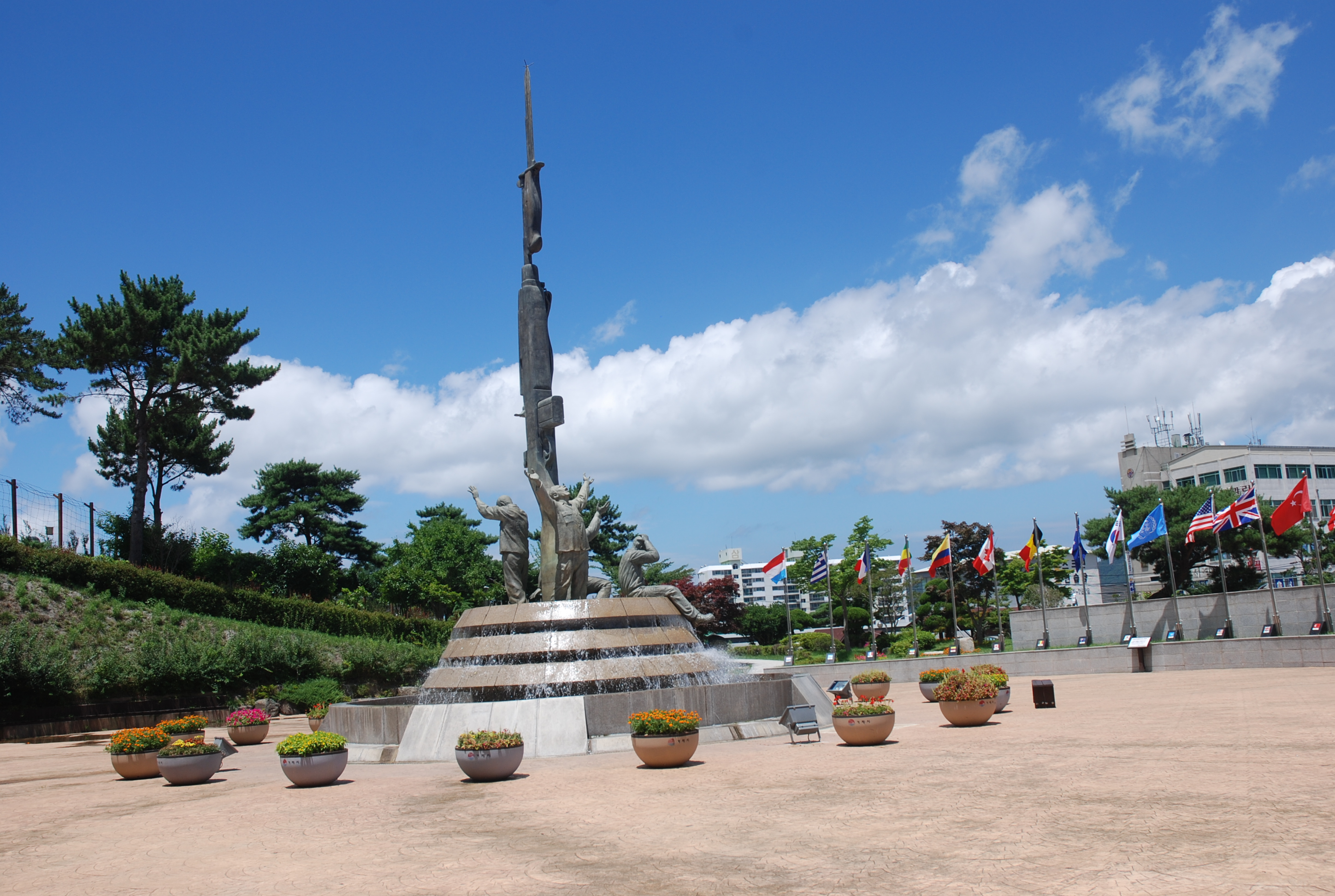
거제포로수용소 유적공원

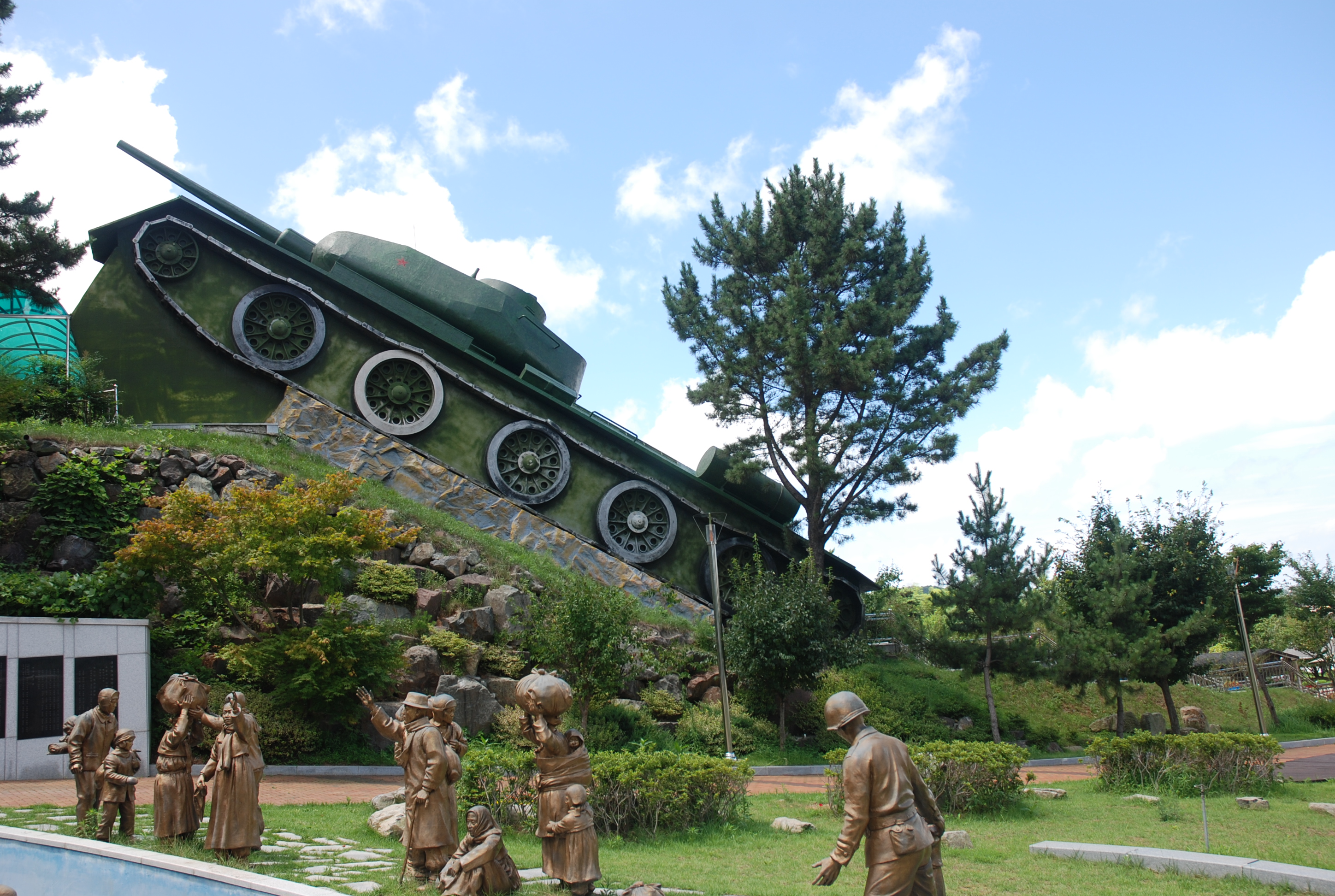
탱크 전시관

포로수용소가 있었던 부지는 현재 유적공으로 조성되어 있다.
- 탱크 전시관
- 대형 디오라마관
- 6.25 역사관
- 포로대립관
- 포로폭동관
- 64야전병원
- 흥남철수 작전 기념비
- 잔존 유적
- 체험 및 놀이터
- 막사
- 취사장
- 포로귀환열차

## 갤러리

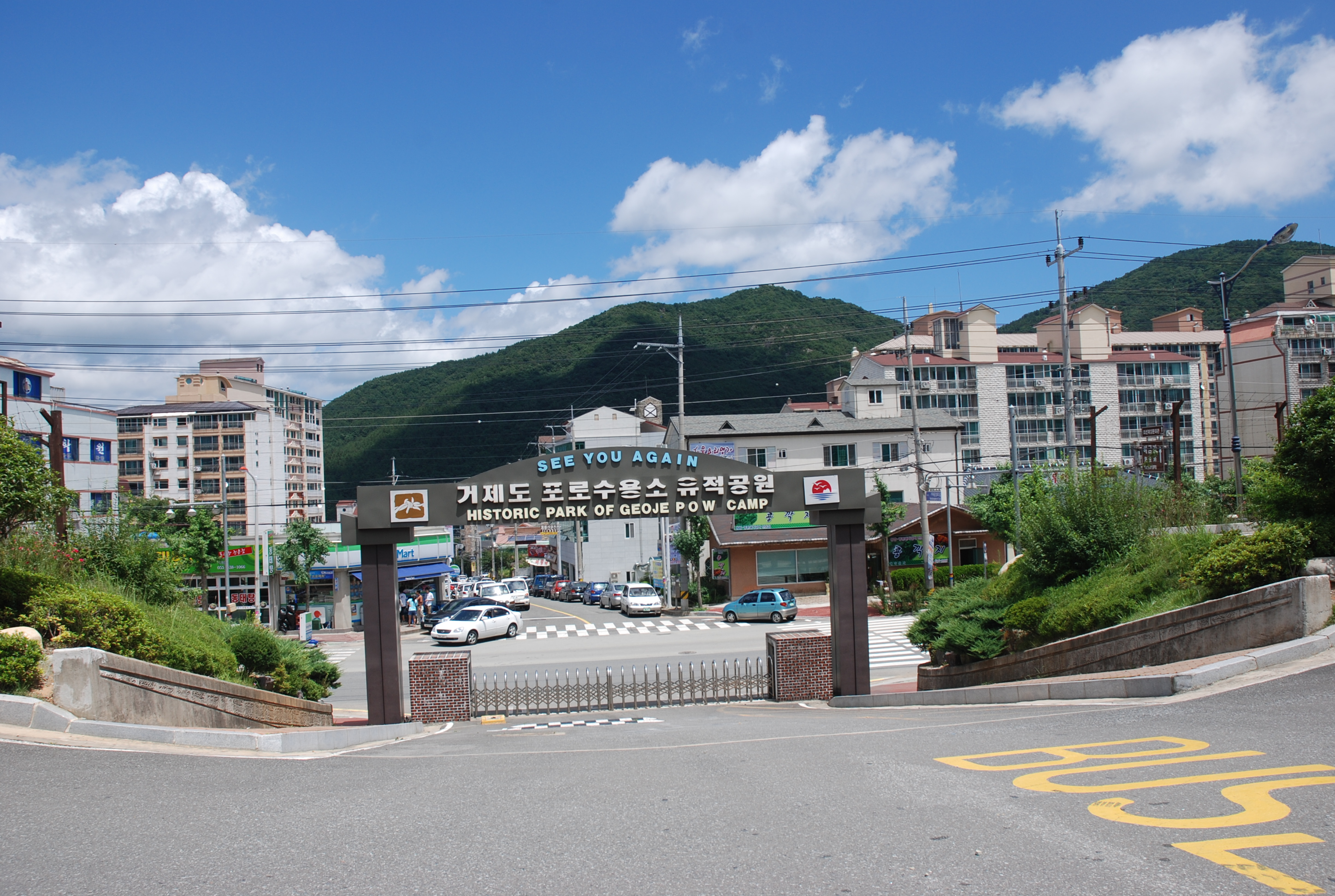
입구
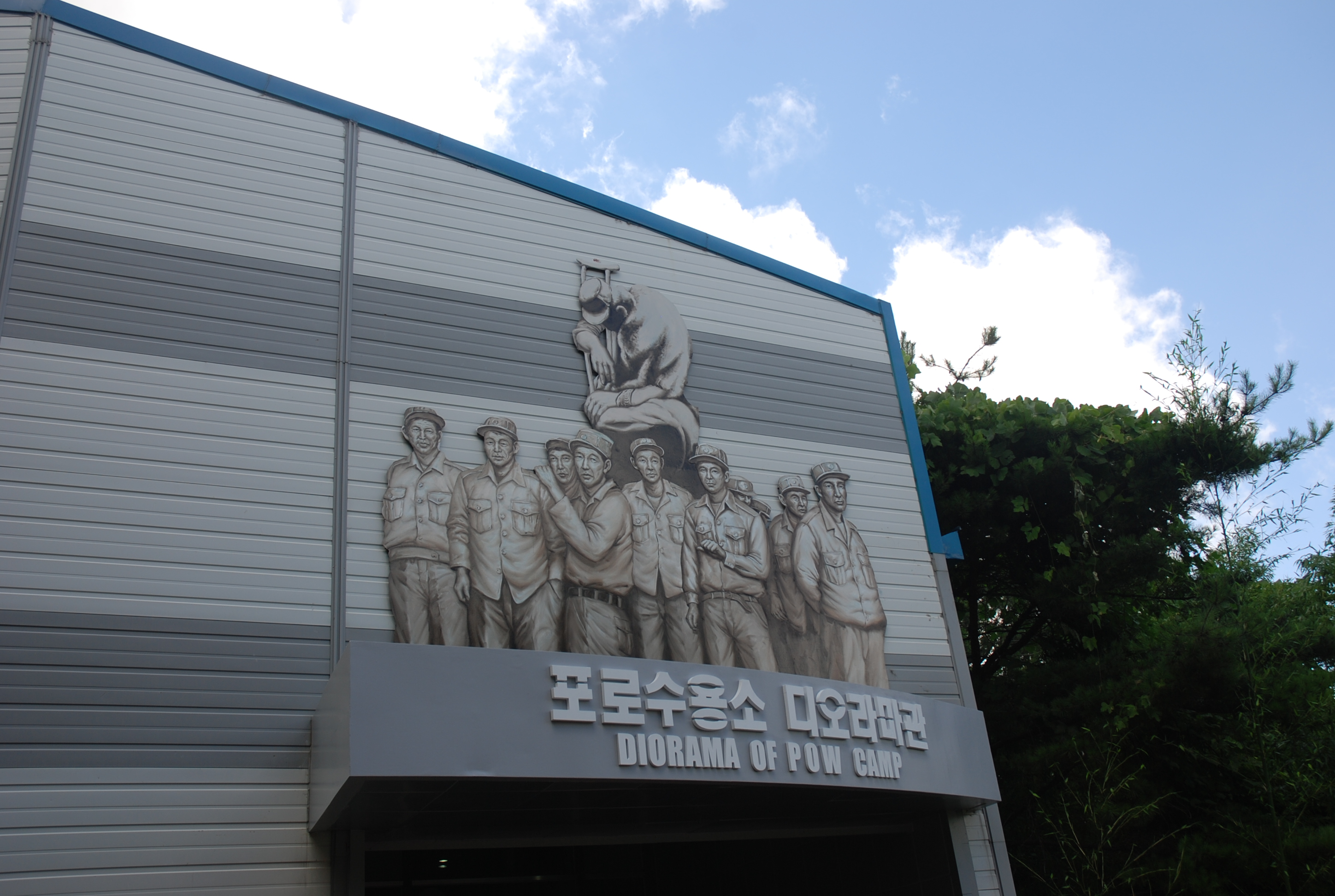
디오라마관
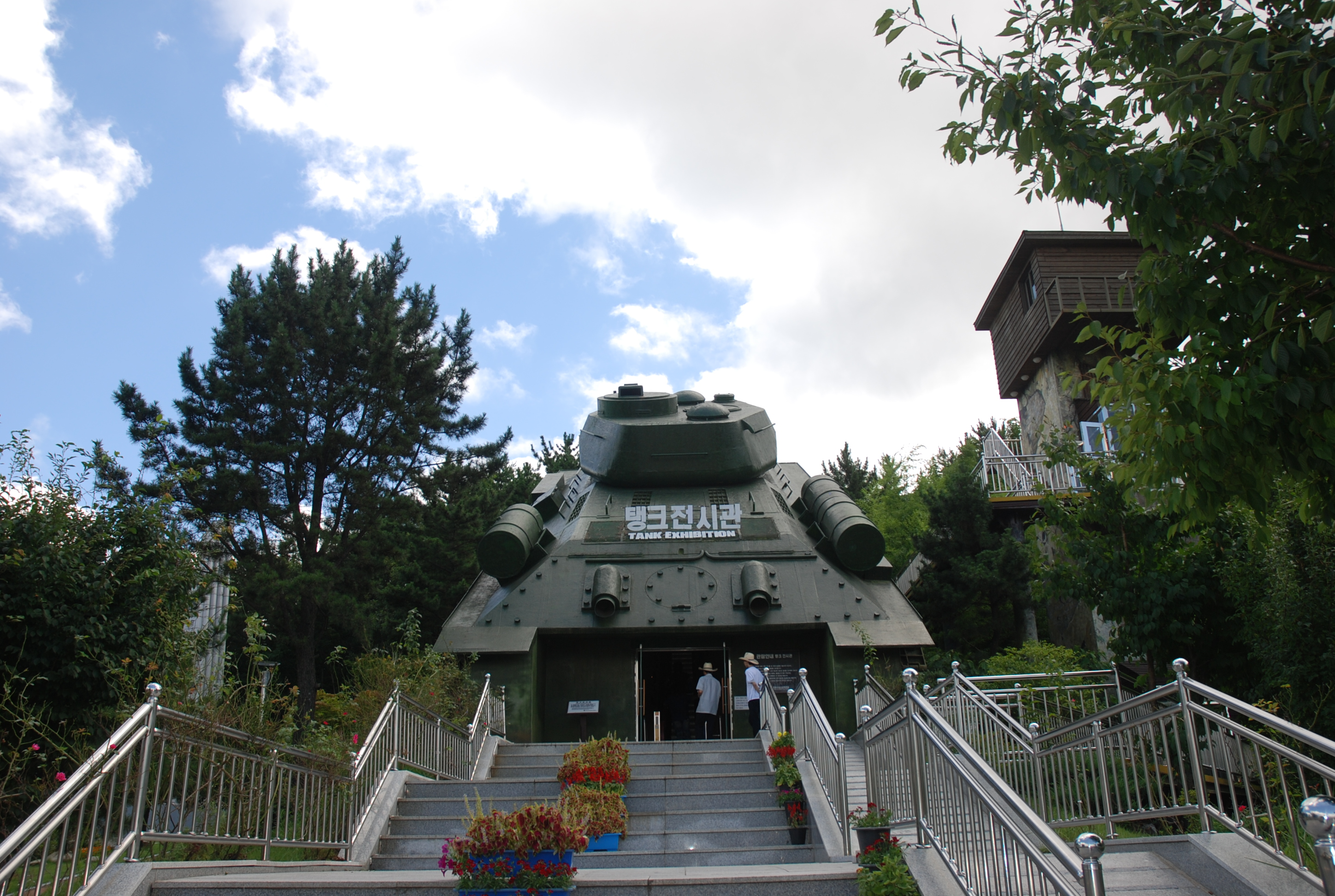
탱크전시관
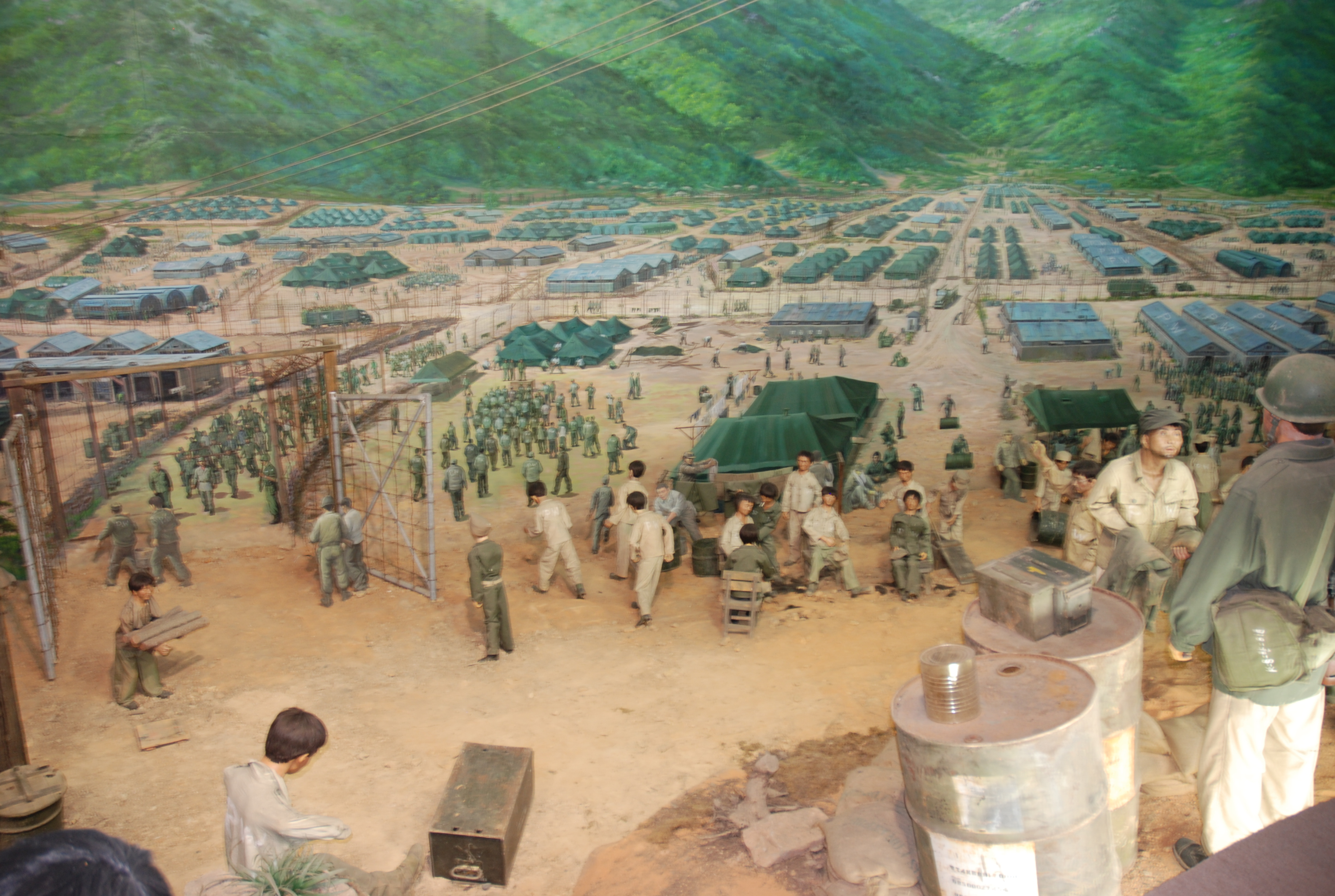
디오라마관의 수용소 미니어처
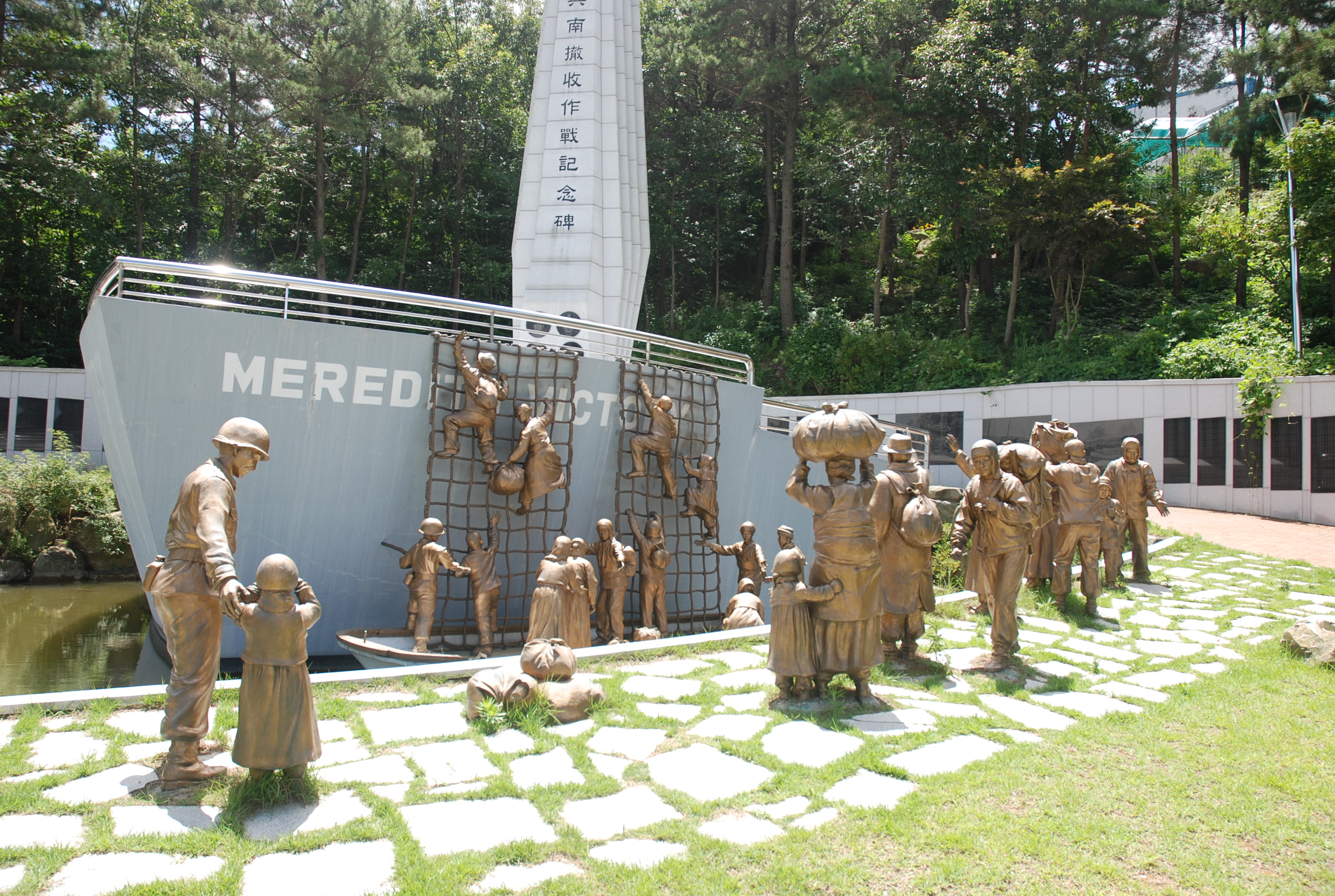
흥남철수 기념비

## 같이 보기
- 한국 전쟁
- 거제도
- 수용소